# 烏普帕特涅
48°47′19″N 36°19′26″E / 48.78861°N 36.32389°E
烏普拉特內（烏克蘭語：Уплатне）是位於烏克蘭東部的村莊，由哈爾科夫州洛佐瓦區的布利茲紐基市鎮負責管轄。該村處於大捷爾尼夫卡河畔，始建於1861年，面積1.07平方公里，海拔高度108米，2001年人口739。

## 外部連結
- Уплатне[永久]
- Историческая информация о селе Уплатное （页面存档备份，存于） （俄文）
- Погода в селі Уплатне （页面存档备份，存于）